# Матисов переулок
Ма́тисов переулок — переулок в Адмиралтейском районе Санкт-Петербурга на Матисовом острове. Проходит от набережной реки Пряжки до улицы Александра Блока.

## История названия
С 1836 года известно первоначальное название Банный переулок по находившимся в проезде баням исправительного учреждения. Параллельно существовало название 2-й Банный переулок. 14 июля 1859 года присвоено название Волынский переулок, по Волынской губернии, в ряду других близлежащих улиц, названных по губернским городам запада России.
Современное название Матисов переулок дано 5 марта 1871 года по Матисову острову, на котором располагается проезд.

## История
Улица возникла в первой половине XVIII века.

## Достопримечательности
- Банный мост
- дом 4 — здание конюшен (1871, архитектор А. Г. Вейденбаум)